# Nowy Aton
Nowy Aton (abch. Афон Ҿыц, ros. Новый Афон, gruz. ახალი ათონი) – miasto w rejonie Gudauta w Abchazji, położone na wybrzeżu Morza Czarnego.
W mieście znajdują się liczne obiekty zabytkowe i inne atrakcje turystyczne:
- Monaster Nowy Athos,
- Grota i cerkiew apostoła Szymona Kananejczyka,
- Na szczycie Góry Iwerskiej - ruiny twierdzy anakopijskiej,
- Liczne jaskinie, w tym Jaskinia Nowoafońska,
- Wieża genueńska,
- Wodospad na rzece Psyrccha.

## Historia
Miasto na wielowiekową historię, związaną z handlem morskim. Znane było w III wieku, jako targowe miasto Anakopia. W V wieku wybudowano twierdzę iwerską. W VIII wieku abchaski władca Leon II, korzystając z problemów wewnętrznych Bizancjum, ogłosił się królem abchaskim i z Anakopii uczynił stolicę państwa. Funkcję tę miasto sprawowało do momentu przeniesienia jej do Kutaisi. Na terenie dzisiejszego miasta funkcjonowała wtedy również kolonia genueńska Nikopsia.
W latach 70. XIX wieku w górach pojawili się mnisi z greckiego Athos, którzy założyli tu monastyr. W ciągu 20 lat miasto, które od Athos wzięło nową nazwę, stało się głównym centrum religijnym kaukaskiej części wybrzeża Morza Czarnego.

## Klimat
W mieście panuje klimat ciepły umiarkowany. Opady deszczu są znaczące, występują nawet podczas suchych miesięcy. Klimat w mieście został sklasyfikowany jako Cfa zgodnie z systemem Köppena-Geigera. W mieście średnia roczna temperatura wynosi 14,6 °C, zaś średnioroczne opady to 1439 mm. Najsuchszym miesiącem jest maj z opadami na poziomie 94 mm, zaś największe opady występują w grudniu, ze średnią 145 mm. Różnica w opadach pomiędzy najsuchszym a najbardziej mokrym miesiącem wynosi 51 mm. Najcieplejszym miesiącem w roku jest sierpień ze średnią temperaturą 23,7 °C, z kolei najzimniejszym miesiącem jest styczeń ze średnią temperaturą 5,8 °C. Wahania roczne temperatur wynoszą 17,9 °C.

## Galeria

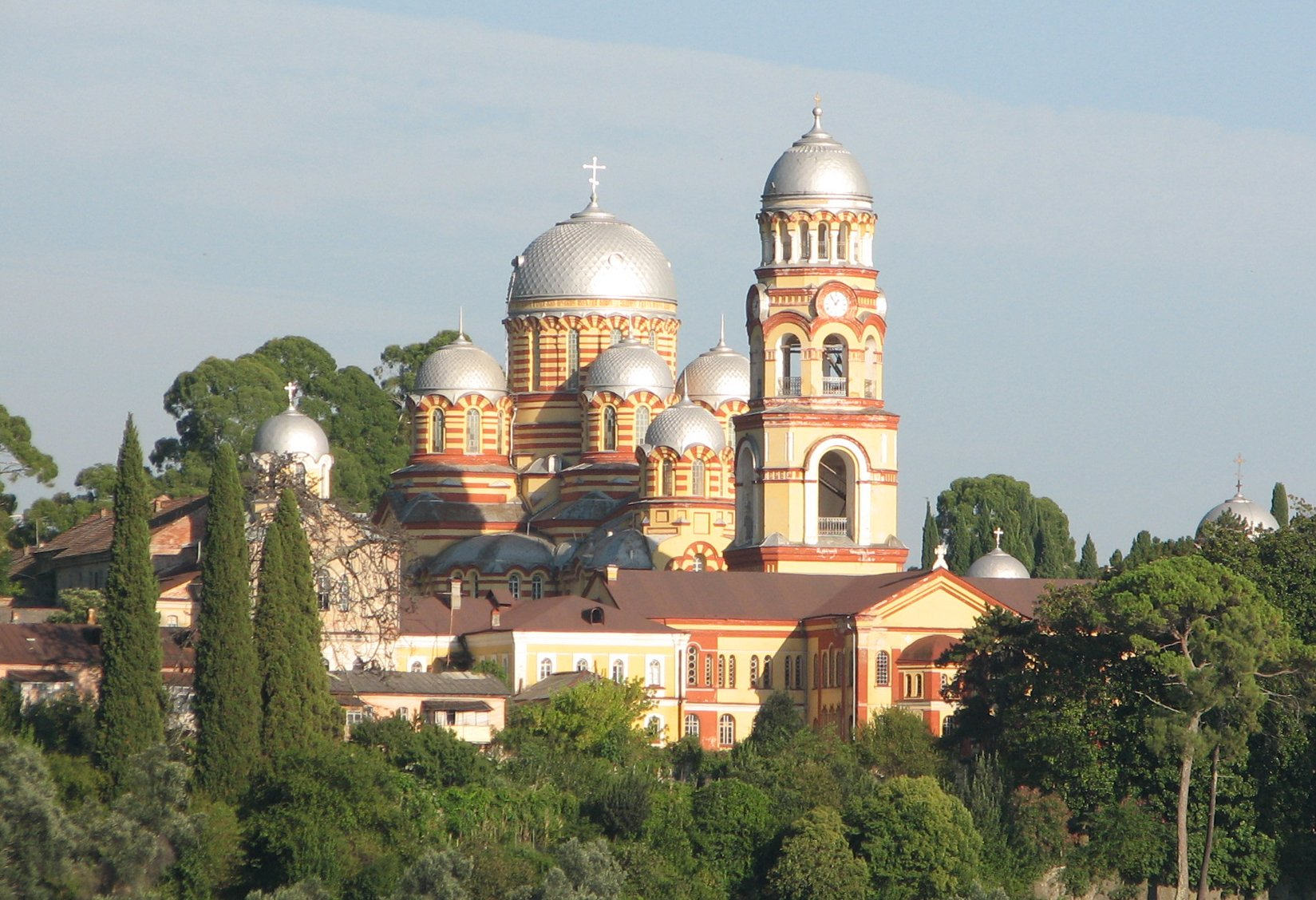
Monaster Nowy Athos
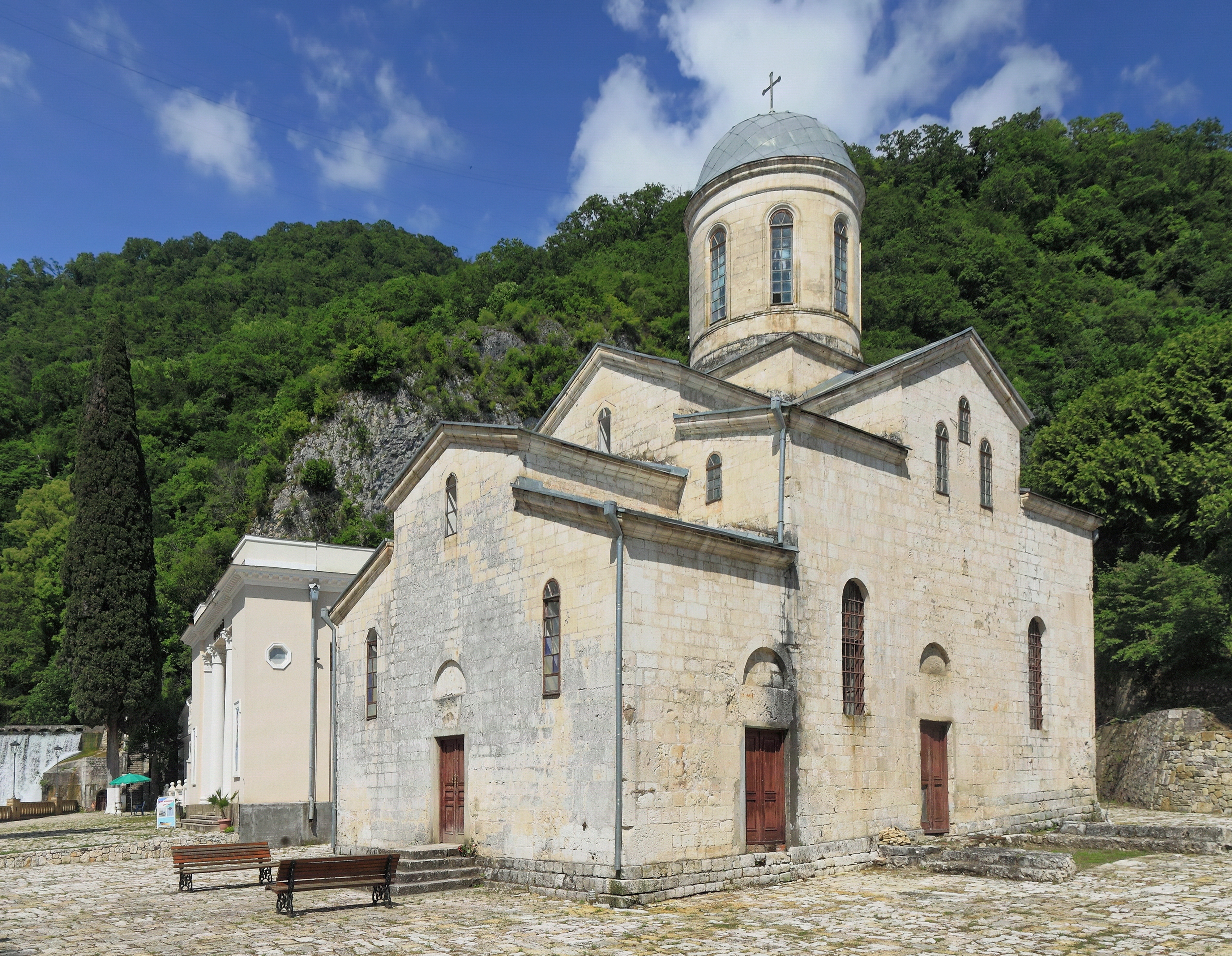
Cerkiew św. Szymona Apostoła
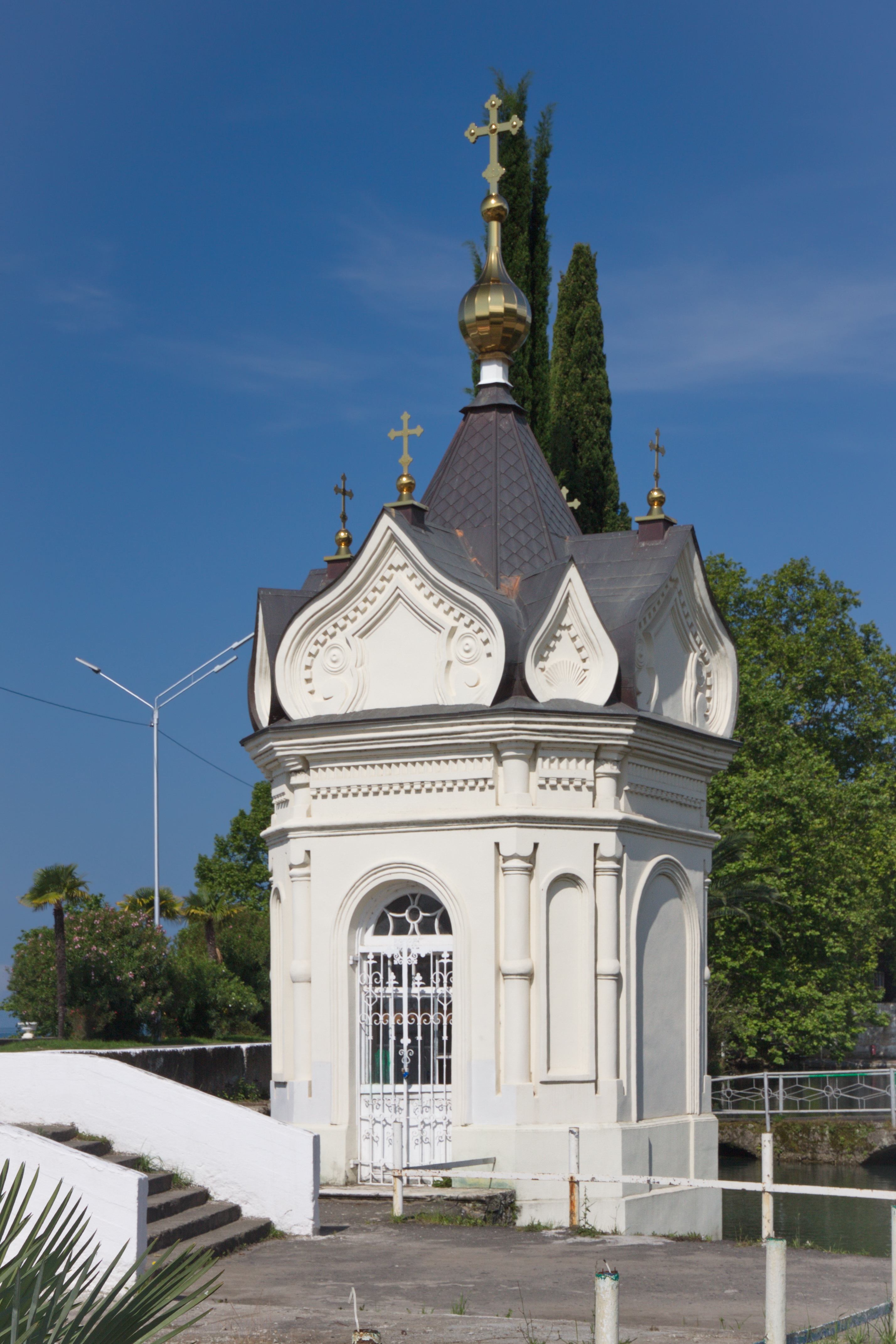
Kaplica
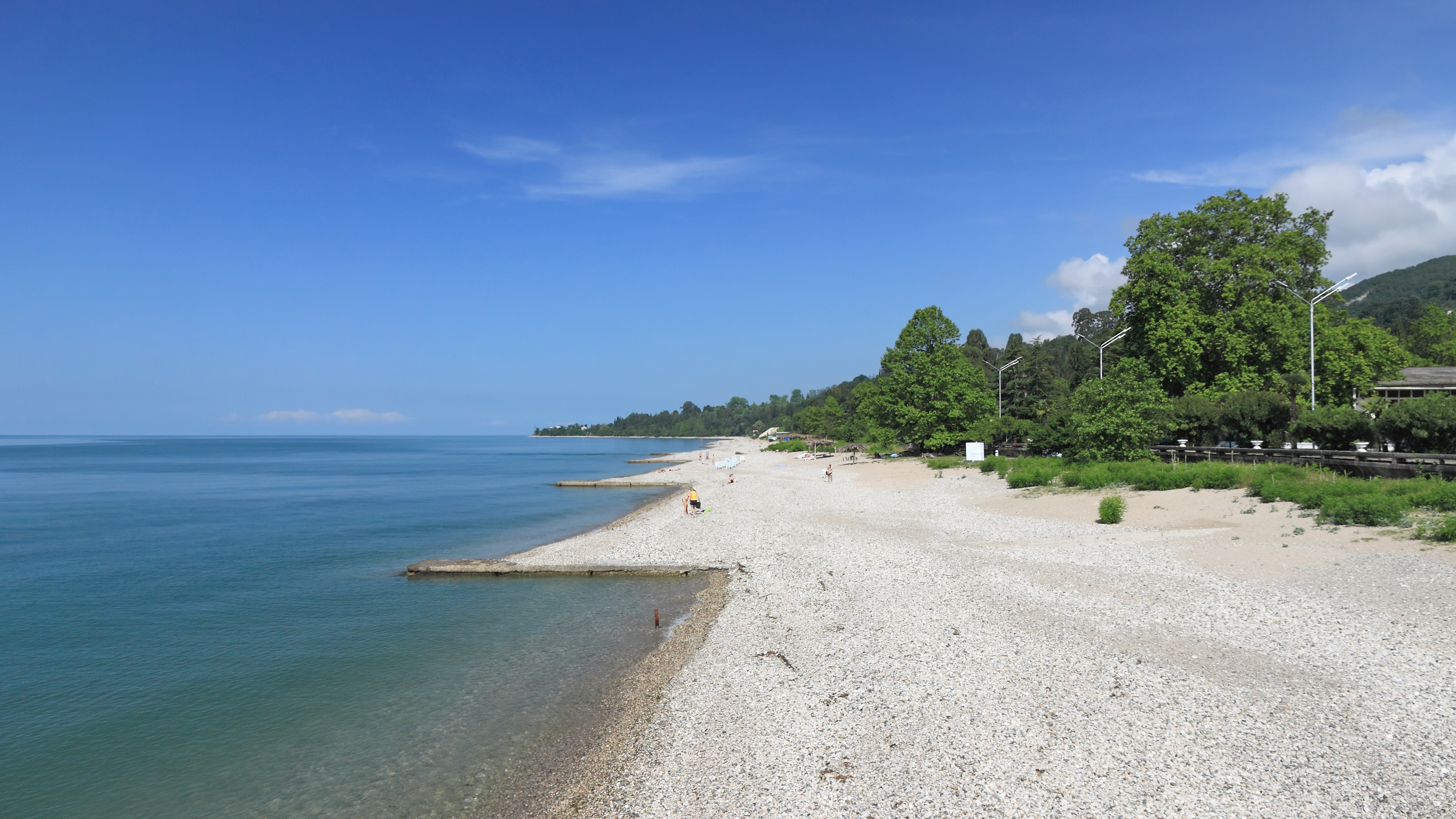
Plaża
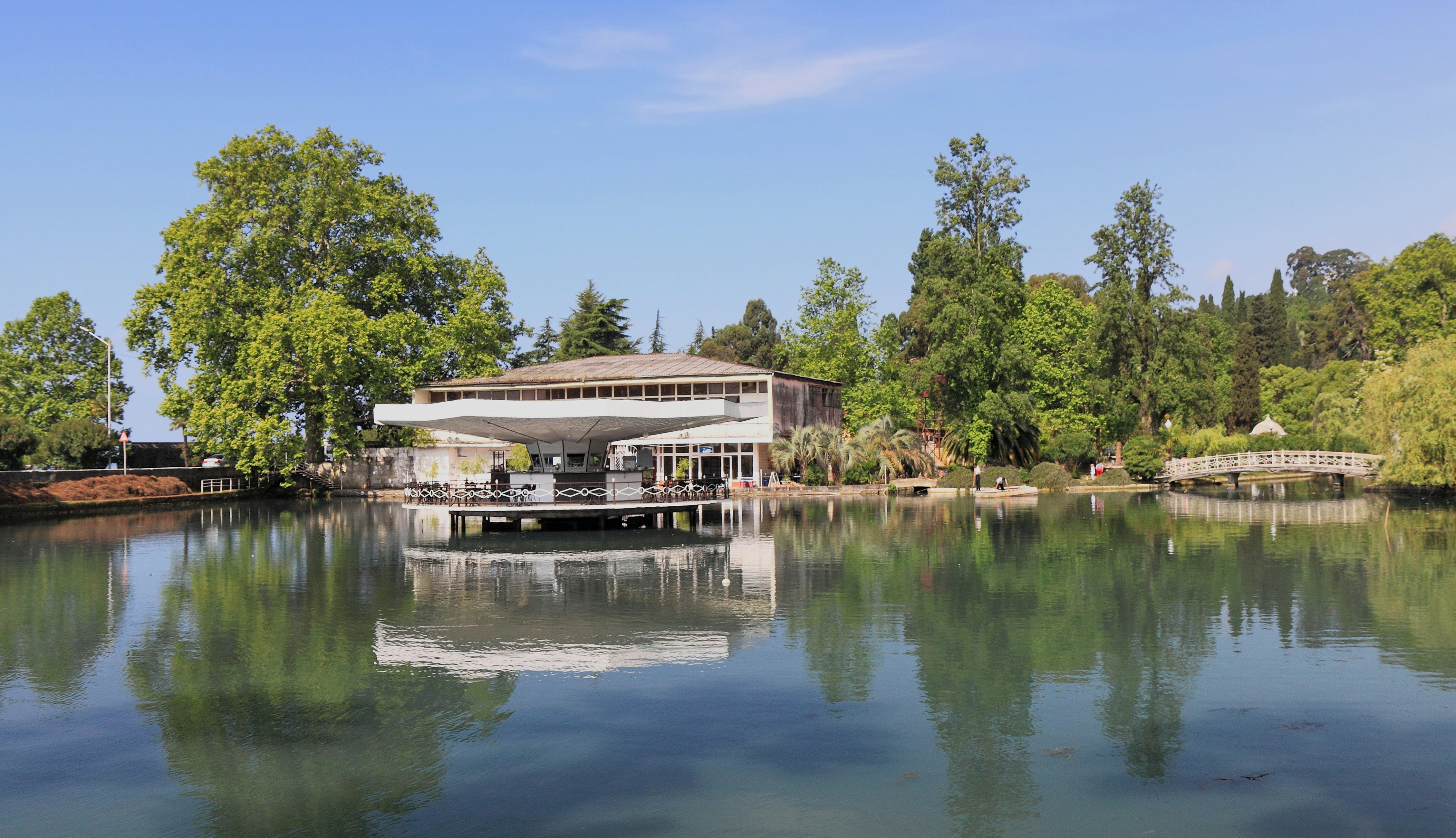
Park nadmorski
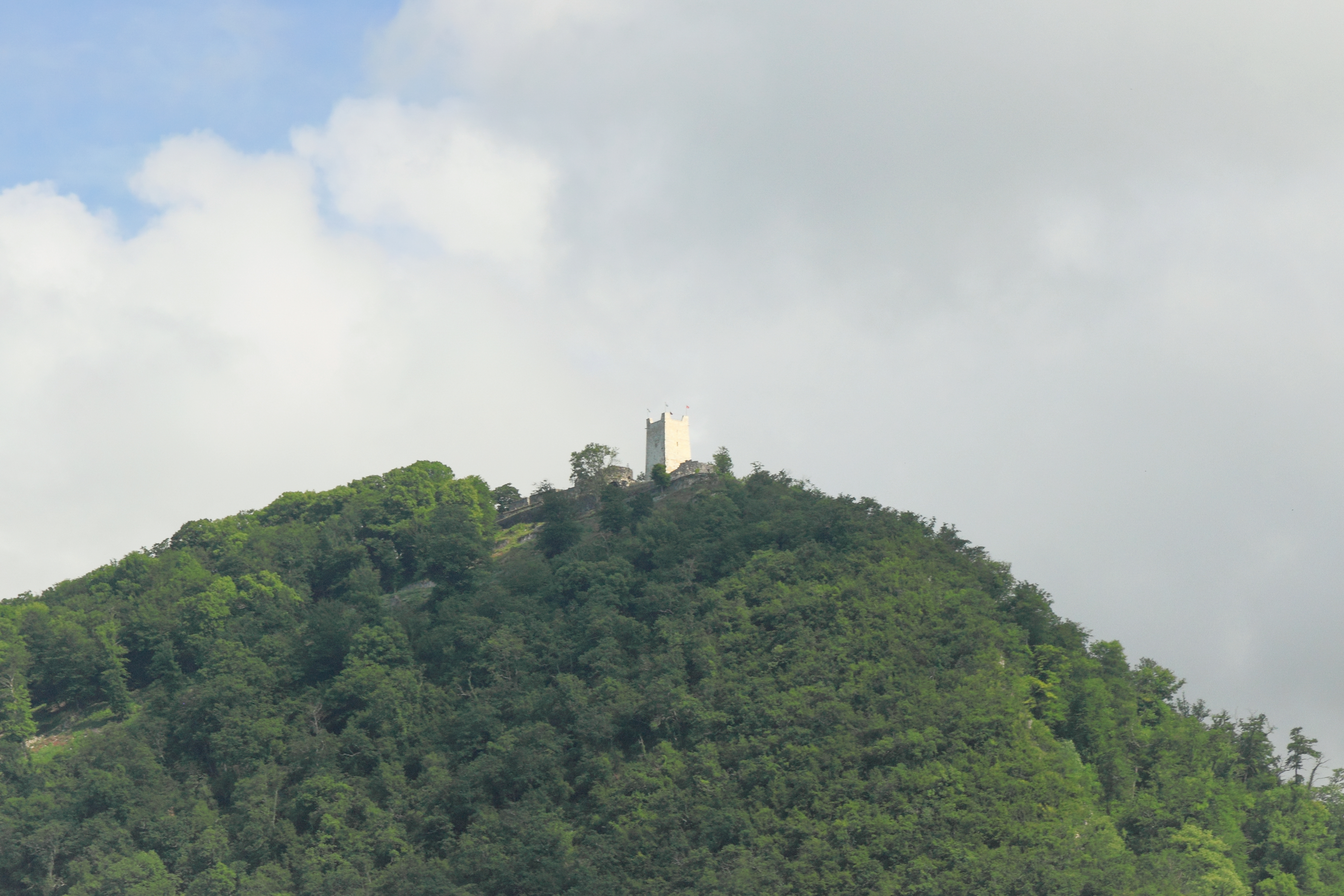
Twierdza Anakopia widziana od strony morza
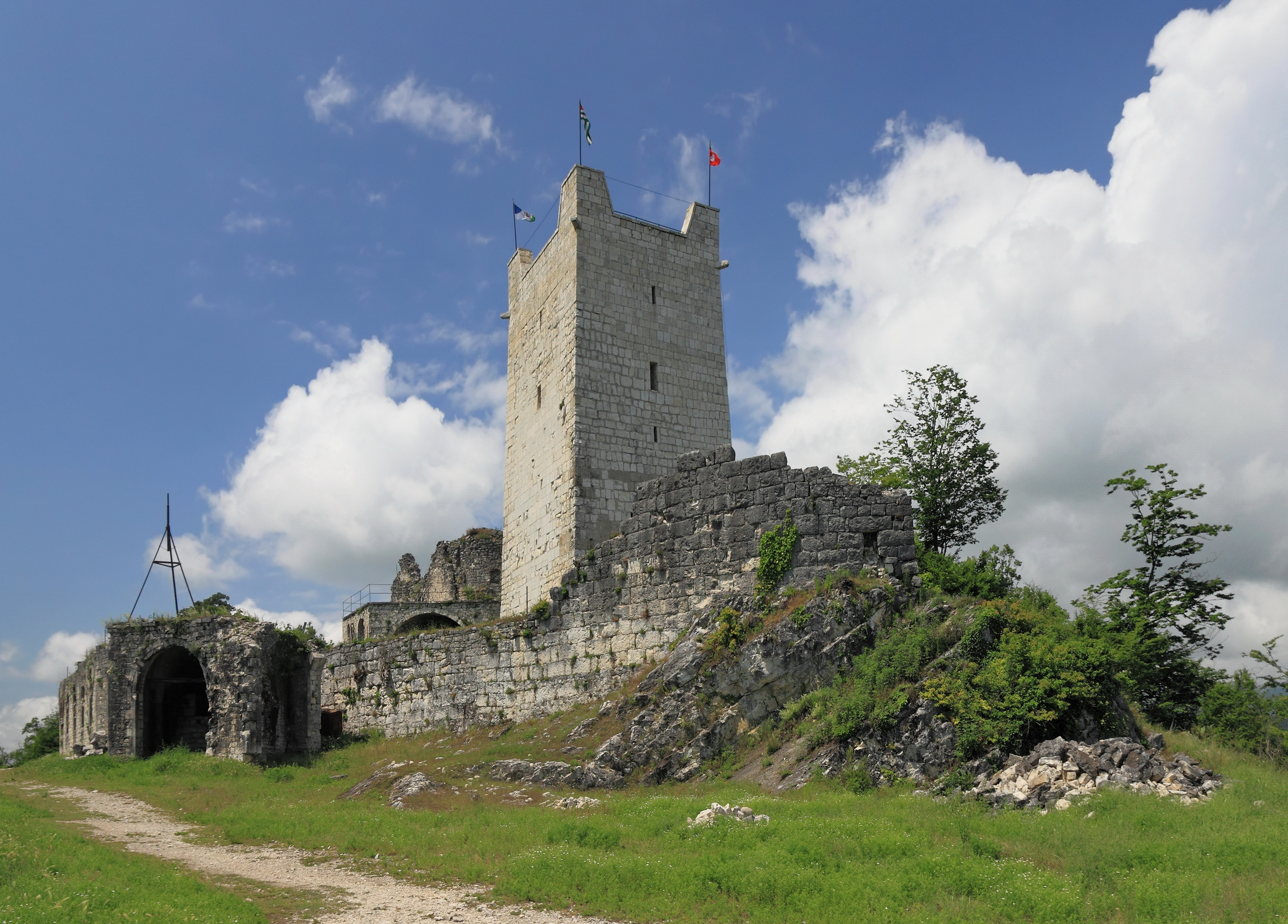
Twierdza Anakopia
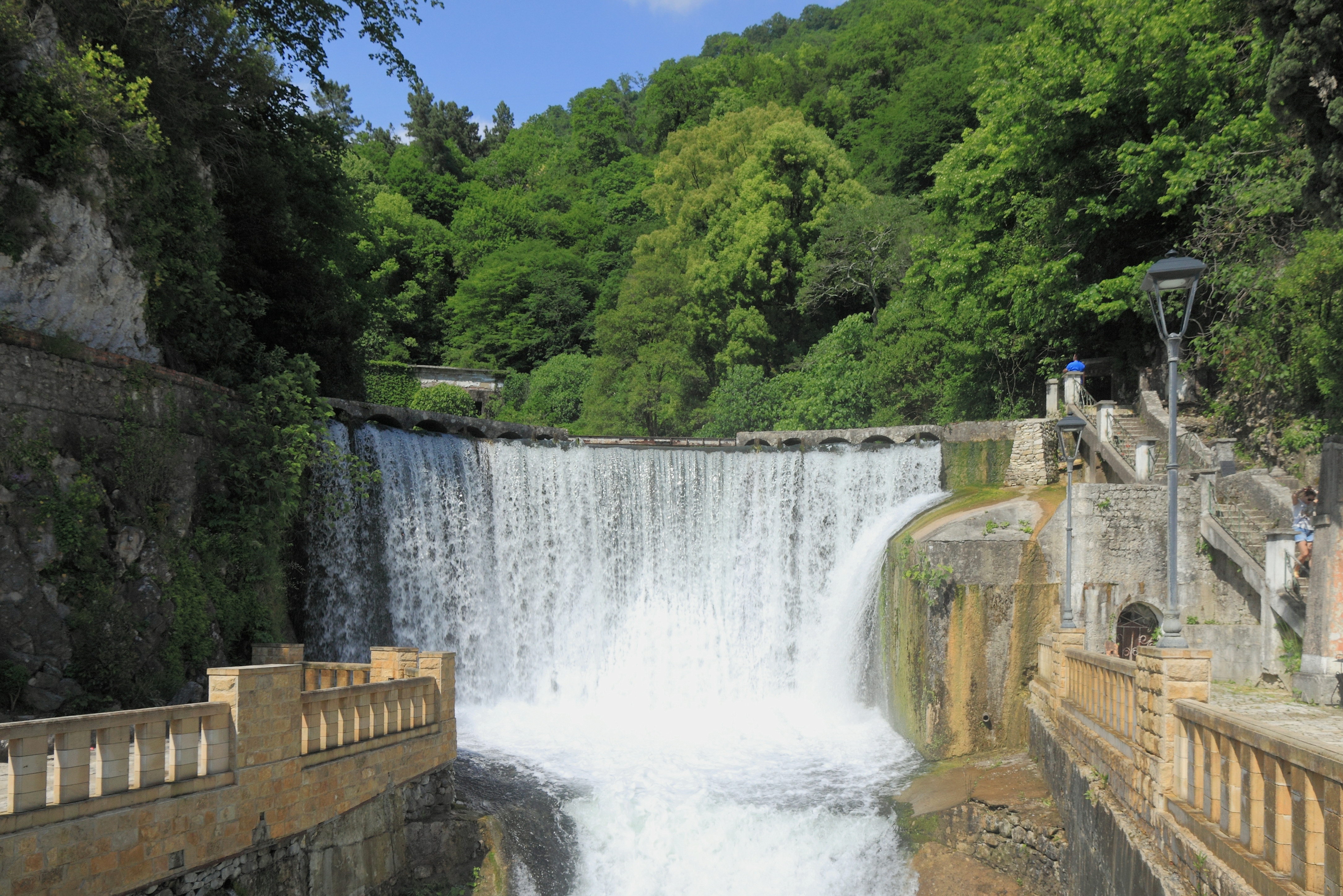
Wodospad na rzece Psyrccha
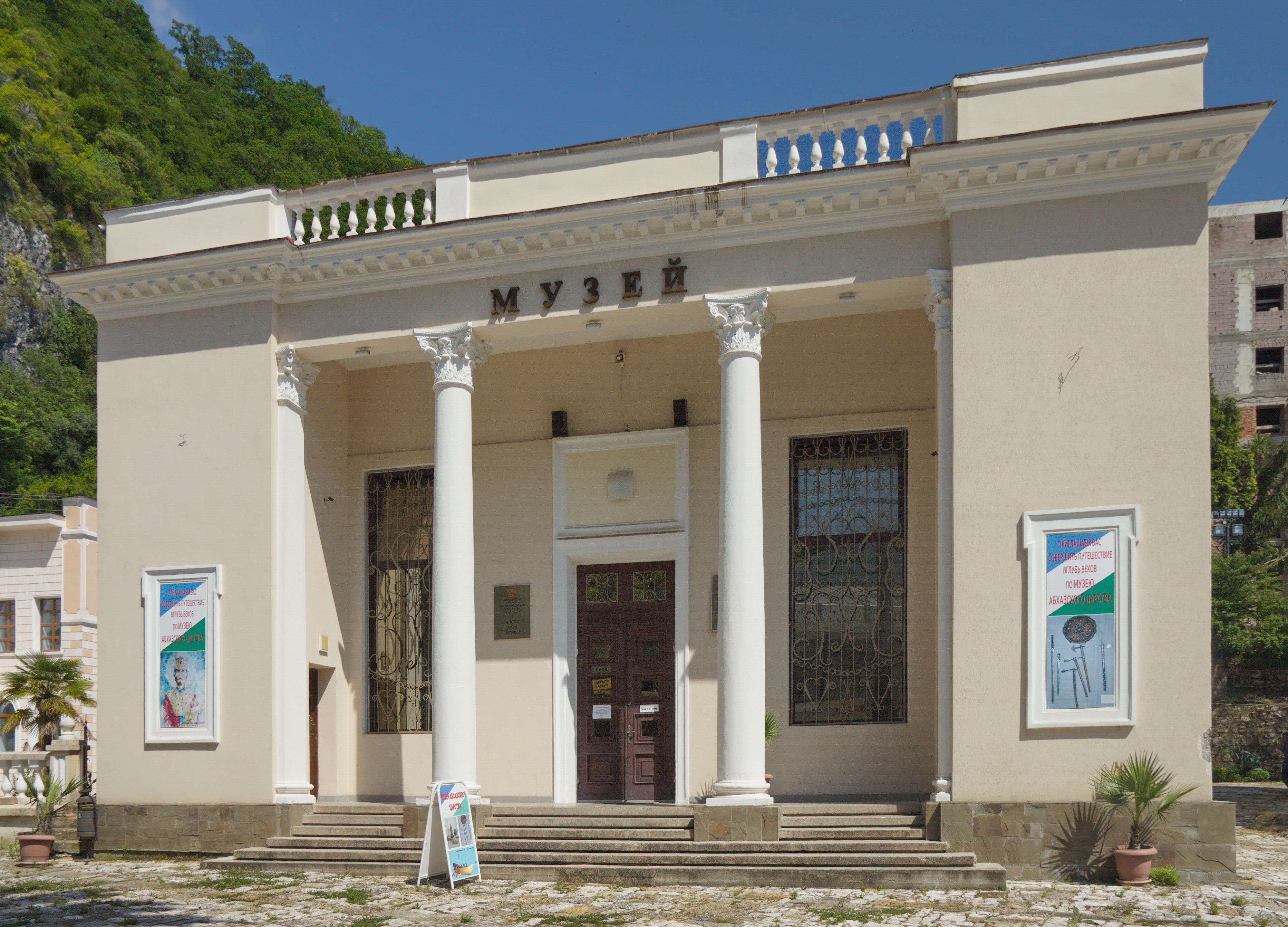
Muzeum Królestwa Abchazji

## Współpraca
- Siergijew Posad, Rosja
- Sarow, Rosja
- Riazań, Rosja
- Calasetta, Włochy